# 加藤民弥
加藤 民弥（かとう たみや、文政2年〈1819年〉 - 慶応4年9月5日〈1868年10月20日〉）は、新選組隊士。

## 略歴
会津藩士であったが、藩命により、元治元年（1864年）12月までに新選組に入隊。同月の編成で、原田左之助の小荷駄雑具の組に所属。
慶応元年（1865年）7月までに藩に戻り、慶応4年（1868年）の鳥羽伏見の戦いを経て会津へ帰還する。8月29日に負傷し、鶴ヶ城で療養中の9月5日に死亡。享年50。